# 帯広カントリークラブ
帯広カントリークラブ（おびひろカントリークラブ）は、北海道河西郡芽室町にあるゴルフ場である。

## 概要
1958年（昭和33年）、山崎儀平（後・初代理事長）は、売買川近くの十勝米穀所有の草原を借り、ゴルフ仲間60人により打ちっ放しゴルフ練習場を造ったことに始まる。だが、借りた土地の借地契約が3年間だったため、新たなゴルフ場の用地探しに苦労して、2年後、芽室町の協力とゴルフ場設計家・丸毛信勝の「これは立派なゴルフ場になるよ」との評価で、芽室町有雨山牧場用地の21万坪を用地に決定した。
ゴルフ建設用地は、芽室市外から約12キロメートルの距離があり、美生、上美生の部落堺で、美生川の右に新嵐山、左に雨山が対峙する日高山脈の山麓で、谷間の湿地帯である。用地決定までの間活躍したのが7人の侍である、山崎儀平、中村重実（後・初代社長）らの名は今も倶楽部史に残っている。1962年（昭和37年）、新たなゴルフ場の建設に向けて経営母体「株式会社帯広ゴルフ場」を設立し、「帯広カントリークラブ・新嵐山コース」が誕生した。
1963年（昭和38年）9月1日、コース設計を丸毛信勝に依頼し、コース造成工事が着工され、9ホール（現・インコース）が完成し、仮開場された。帯広カントリークラブは、十勝管内では初のコースで、北海道では第11番目のゴルフ場となった。この開場によって刺激され、周辺地域でもゴルフ人口が増加し、9ホールの増設が急務となった。1966年（昭和41年）夏、増設9ホールが、丸毛信勝の設計により、造成工事が完了し、18ホール、距離6,835ヤード、パー72規模のゴルフ場が完成された。

## 所在地
〒082-0076 北海道河西郡芽室町中美生5線34番地

## コース情報
- 開場日 - 1963年9月1日
- 設計者 - 丸毛 信勝
- 面積 - 720,000m2（約21.7万坪）
- コースタイプ - 林間コース
- コース - 18ホールズ、パー72、6,910ヤード、コースレート73.0
- フェアウェー - コウライ
- ラフ - ノシバ
- グリーン - 1グリーン、ベント
- ハザード - バンカー47、池が絡むホール2
- ラウンドスタイル - 全組キャディ付、歩いてのラウンド、1組3人以上
- 練習場 - 20打席230ヤード
- 休場日 - 無休、11月下旬～翌年4月中旬冬期間クローズ[2][3]

## クラブ情報
- ハウス面積 - 1,616m2（485.8坪）
- ハウス設計 - 株式会社 松村組
- ハウス施工 - 株式会社 松村組[2][3]

## ギャラリー
- コース - 「帯広カントリークラブ」、コース紹介、2021年5月27日閲覧
- ハウス - 「帯広カントリークラブ」、施設紹介、2021年5月27日閲覧

## 交通アクセス
- 鉄道 - 根室本線（JR北海道） - 芽室駅より タクシー利用約15分[4]
- 道路 - 国道38号線 - 帯広駅より 27Km 約30分[4]

## エピソード
- 1923年（大正12年）、十勝鉄道が開通した時、京都の嵐山に似ていることから、芽室町の町長が、美生川に渡月橋に似た木橋を架け「新嵐山」と命名し、遊覧地として知られるようになった[5]。

## 関連文献
- 『ゴルフ場ガイド 東版』、2006-2007、「帯広カントリークラブ」、東京 ゴルフダイジェスト社、2006年5月、2021年5月27日閲覧
- 『美しい日本のゴルフコース BEAUTIFUL GOLF CULTURE IN JAPAN 日本のゴルフ110年記念 ゴルフは日本の新しい伝統文化である』、ゴルフダイジェスト社「美しい日本のゴルフコース」編纂委員会編、「帯広の発展にゴルフ場と飛行場は必要だと『7人の侍』が動き出した」、東京 ゴルフダイジェスト社、2013年12月、2021年5月27日閲覧